# Okół (województwo podlaskie)
Okół – wieś w Polsce położona w województwie podlaskim, w powiecie grajewskim, w gminie Grajewo.
Prywatna wieś szlachecka położona była w drugiej połowie XVI wieku w powiecie wąsoskim ziemi wiskiej województwa mazowieckiego. W 1929 r. należała do gminy Białaszewo, powiat szczuczyński. Majątek ziemski posiadał tu Waldemar Chrostowski (268 ha).
W latach 1975–1998 miejscowość położona była w województwie łomżyńskim.